# Platycrana viridana
Platycrana viridana är en insektsart som först beskrevs av Olivier 1792.  Platycrana viridana ingår i släktet Platycrana och familjen Phasmatidae. Inga underarter finns listade i Catalogue of Life.